# Leuven (huyện)
Huyện Leuven là một trong 2 huyện của tỉnh Flemish Brabant. Huyện này nằm ở phía tây của vùng thủ đô Brussels. Diện tích huyện là 1168,83 km² và dân số thời điểm ngày 1 tháng năm 2005 là 465.089 người.
Huyện này bao gồm các đô thị sau:
- Aarschot
- Begijnendijk
- Bekkevoort
- Bertem
- Bierbeek
- Boortmeerbeek
- Boutersem
- Diest
- Geetbets
- Glabbeek
- Haacht
- Herent
- Hoegaarden
- Holsbeek
- Huldenberg
- Keerbergen
- Kortenaken
- Kortenberg
- Landen
- Leuven
- Linter
- Lubbeek
- Oud-Heverlee
- Rotselaar
- Scherpenheuvel-Zichem
- Tervuren
- Tielt-Winge
- Tienen
- Tremelo
- Zoutleeuw

Bản mẫu:Huyện tư pháp của Bỉ